# Малкович, Джон
Джон Гэ́вин Ма́лкович (англ. John Gavin Malkovich; род. 9 декабря 1953) — американский актёр театра, кино и телевидения, режиссёр театра и кино, кинопродюсер. Лауреат премии «Эмми», а также номинант на «Оскар», «Тони» и «Золотой глобус». В числе известных актёрских работ Малковича такие фильмы, как «Места в сердце» (1984), «Поля смерти» (1984), «Империя солнца» (1987), «Опасные связи» (1988), «О мышах и людях» (1992), «На линии огня» (1993), «Быть Джоном Малковичем» (1999), «Чемпион» (2010), «Птичий короб» (2018), «Бархатная бензопила» (2019) и другие.

## Ранние годы
Джон Гэвин Малкович родился 9 декабря 1953 года, в городе Кристофер, штат Иллинойс, США. Его отец, Дэниел Леон Малкович, был директором по охране природы штата Иллинойс и издавал журнал по охране природы Outdoor Illinois. Его мать, Джо Энн (урождённая Шуассер), владела ежедневной газетой Benton Evening News. Он вырос со старшим братом Дэнни и тремя младшими сестрами по имени Аманда, Ребекка и Мелисса. Его бабушка и дедушка по отцовской линии были хорватскими иммигрантами из Озаля, он также имеет английское, шотландское, сербское, французское и немецкое происхождение. Малкович учился в школах Logan Grade School, Webster Junior High School, а также в Benton Consolidated High School. В юности занимался музыкой. Затем он поступил в Университет Восточного Иллинойса на биологический факультет, планируя стать экологом, однако вскоре перевелся в Университет штата Иллинойс, где стал изучать театральное мастерство. В 1976 году Джон стал одним из создателей и участников чикагского театра «Степной волк» (Steppenwolf Theatre Company).

## Карьера
Дебют Джона Малковича на профессиональной сцене состоялся в 1978 году в Goodman Theatre. Труппа Steppenwolf Theatre, в составе которой был Джон, играла пьесу Сэма Шепарда «Проклятье голодающего класса». В течение семи лет Малкович работал в самых разных местах и при этом продолжал играть в театре — принял участие более чем в 50 постановках. В 1984 году он выступил на Бродвее в спектакле «Смерть коммивояжёра» совместно с Дастином Хоффманом. Во время работы на Бродвее Джон Малкович дебютировал в кинематографе в фильме «Места в сердце», за который был номинирован на «Оскар».
Одной из его лучших ролей в кино стал виконт де Вальмон в экранизации классического романа «Опасные связи» (1988). Вскоре актёра пригласил Бернардо Бертолуччи на главную роль в своём фильме «Под покровом небес» (1990), затем он сыграл изобретательного убийцу в боевике Вольфганга Петерсена «На линии огня». За эту работу актёр удостоился второй номинации на «Оскар». В 1999 году он исполнил роль самого себя в нашумевшем фэнтэзи «Быть Джоном Малковичем». В 2008 г. снялся у братьев Коэнов в комедии «После прочтения сжечь». Несмотря на головокружительную карьеру в кинематографе, Джон Малкович продолжает выступать как театральный актёр.
Также Малкович в 2014 году стал прототипом для персонажа Оза в игре Call of Duty: Advanced Warfare (в режиме «Экзо-зомби»), которому подарил свою внешность и голос.
В 2015 году Малкович снялся в клипе рэпера Эминема Phenomenal.
Актёр исполнил роль Марвина Боггса в фильме «РЭД», а также в его продолжении. Компанию на съемочной площадке обоих фильмов ему составил Брюс Уиллис. В первой части также играл Морган Фримен. В 2016 году Джона можно было увидеть в фильме-катастрофе «Глубоководный горизонт», основанном на реальных событиях — в 2010 году в Мексиканском заливе произошёл взрыв нефтяной платформы Deepwater Horizon. В картине также сыграли Марк Уолберг и Курт Рассел.
В 2017 году Малкович был задействован в российском комедийном фильме «Про любовь. Только для взрослых». Он сыграл в картине писателя Эда. Другие роли в фильме исполнили Фёдор Бондарчук, Анна Михалкова, Ингеборга Дапкунайте, Гоша Куценко и другие.
В 2018 году в прокат вышел боевик «22 мили», снятый при участии Малковича, а также постапокалиптический хоррор «Птичий короб», главную роль в котором исполнила Сандра Буллок. В 2019 году актёра можно было увидеть во второстепенных ролях в картинах «Бархатная бензопила» и «Красивый, плохой, злой». В первом главную роль исполнил Джейк Джилленхол, а во втором Зак Эфрон.
13 января 2020 года на телеканалах HBO и Canal+ состоялась премьера драматического сериала «Новый Папа» Паоло Соррентино с Джудом Лоу и Джоном Малковичем. «Новый Папа» является многосерийным продолжением сериала «Молодой Папа», вышедшего в 2016 году. Малкович играет в новом сериале Иоанна Павла III, новоизбранного Папу.
В 2020 году вышел боевик «Агент Ева» с Джессикой Честейн в главной роли. Малкович исполнил в фильме роль её босса. Роль главного злодея сыграл Колин Фаррелл.

## Личная жизнь
Джон Малкович был женат на актрисе Гленн Хидли с 1982 по 1988 годы. Супруги развелись из-за романа актёра c Мишель Пфайффер. Вскоре на съёмочной площадке кинофильма «Под покровом небес» он встретил Николетту Пейран, которая работала там вторым ассистентом режиссёра. У них есть двое детей — дочь Амандайн (род. 1990) и сын Лоуи (род. 1992).
Актёр свободно владеет французским языком, поскольку десять лет жил на юге Франции и работал в местном театре. Он и его семья покинули страну в 2003 году и переехали в Кембридж, штат Массачусетс, где живут по сей день.
Малкович потерял миллионы долларов, когда вложил деньги в финансовую пирамиду, организованную Бернардом Мейдоффом.

## Фильмография

### Актёр
| Год       |     | Русское название                                             | Оригинальное название                               | Роль                                              |
| --------- | --- | ------------------------------------------------------------ | --------------------------------------------------- | ------------------------------------------------- |
| 1981      | тф  | Слово чести                                                  | Word of Honor                                       | Гари                                              |
| 1981—1994 | с   | Американский театр                                           | American Playhouse                                  | Бэн Старк                                         |
| 1984      | ф   | Места в сердце                                               | Places in the Heart                                 | мистер Уилл                                       |
| 1984      | ф   | Поля смерти                                                  | The Killing Fields                                  | Алан «Эл» Рокоф, фотограф                         |
| 1985      | тф  | Смерть коммивояжёра                                          | Death of a Salesman (TV)                            | Биф Ломен                                         |
| 1986      | тф  | Ракета на Луну                                               | Rocket to the Moon                                  | Бэн Старк                                         |
| 1986      | мф  | Первое рождество Санты-медведя                               | Santabear's First Christmas                         | Санта Клаус (озвучка)                             |
| 1987      | ф   | Империя солнца                                               | Empire of the Sun                                   | Бэси                                              |
| 1987      | ф   | Стеклянный зверинец                                          | The Glass Menagerie                                 | Том Вингфилд                                      |
| 1987      | ф   | Как создать идеал                                            | Making Mr. Right                                    | доктор Джефф Петерс / Улисс                       |
| 1987      | мф  | Воздушное приключение Санты-медведя                          | Santabear's High Flying Adventure                   | Санта Клаус (озвучка)                             |
| 1988      | ф   | Вдали от дома                                                | Miles from Home                                     | Барри Максвел                                     |
| 1988      | ф   | Опасные связи                                                | Dangerous Liaisons                                  | виконт Себастьян де Вальмон                       |
| 1990      | ф   | Под покровом небес                                           | The Sheltering Sky                                  | Порт Моресби                                      |
| 1991      | ф   | Бруклинская рокировка                                        | Queens Logic                                        | Элиот                                             |
| 1991      | ф   | Предмет красоты                                              | The Object of Beauty                                | Джек                                              |
| 1991      | ф   | Тени и туман                                                 | Shadows and Fog                                     | клоун                                             |
| 1992      | ф   | Дженнифер-восемь                                             | Jennifer Eight                                      | агент Сент-Анн                                    |
| 1992      | ф   | О мышах и людях                                              | Of Mice And Men                                     | Ленни Смолл                                       |
| 1992—1998 | с   | Представление                                                | Performance                                         | Дилли                                             |
| 1993      | ф   | На линии огня                                                | In the Line of Fire                                 | Митч Лири                                         |
| 1993      | тф  | Сердце тьмы                                                  | Heart of Darkness                                   | Куртц                                             |
| 1993      | ф   | Живые                                                        | Alive                                               | взрослый Карлитос Паез                            |
| 1995      | ф   | За облаками                                                  | Al di là delle nuvole                               | режиссёр                                          |
| 1995      | ф   | Монастырь                                                    | Convento, O                                         | Михаэль                                           |
| 1995      | ф   | Скала Малхолланд                                             | Mulholland Falls                                    | Тиммс                                             |
| 1996      | ф   | Мэри Райли                                                   | Mary Reilly                                         | доктор Генри Джэкилл / мистер Эдвард Хайд         |
| 1996      | ф   | Лесной царь                                                  | The Ogre/Der Unhold                                 | Авель / Абель Тиффо                               |
| 1996      | ф   | Портрет леди                                                 | The Portrait of a Lady                              | Гилберт Озмон                                     |
| 1997      | ф   | Воздушная тюрьма                                             | Con Air                                             | Сайрус «Вирус» Гриссом                            |
| 1998      | ф   | Человек в железной маске                                     | The Man in the Iron Mask                            | Атос                                              |
| 1998      | ф   | Шулера                                                       | Rounders                                            | Тедди КГБ                                         |
| 1999      | тф  | Проект 281                                                   | RKO 281                                             | Герман Манкевич                                   |
| 1999      | ф   | Жанна д’Арк                                                  | Messenger: The Story of Joan of Arc                 | Карл VII                                          |
| 1999      | ф   | Быть Джоном Малковичем                                       | Being John Malkovich                                | Джон Горацио Малкович (своего рода камео)         |
| 1999      | ф   | Обретённое время                                             | In Search of Lost Time / Le Temps Retrouvé          | барон де Шарлю                                    |
| 1999      | ф   | Дамская комната                                              | Ladies Room                                         | Роберто                                           |
| 2000      | мтф | Отверженные                                                  | Les Misérables                                      | Жавер                                             |
| 2000      | ф   | Тень вампира                                                 | Shadow of the Vampire                               | Фридрих Мурнау                                    |
| 2000      | док | Кеннеди-центр представляет: Говорите правду, для продвижения | The Kennedy Center Presents: Speak Truth to Power   | Вариус                                            |
| 2001      | ф   | Сильные души                                                 | Les âmes fortes                                     | Монсеньор Нюманс                                  |
| 2001      | ф   | Я иду домой                                                  | Je rentre à la maison                               | Джон Кроуфорд                                     |
| 2001      | ф   | Отель                                                        | Hotel                                               | Омар Хэнссон                                      |
| 2001      | ф   | Вышибалы                                                     | Knockaround Guys                                    | Тедди Дезерв                                      |
| 2002      | кор | Отвратительный человек                                       | Hideous Man                                         | рассказчик                                        |
| 2002      | ф   | Адаптация                                                    | Adaptation                                          | камео                                             |
| 2002      | ф   | Игра Рипли                                                   | Ripley’s Game                                       | Том Рипли                                         |
| 2002      | с   | Наполеон                                                     | Napoleon                                            | Шарль Морис де Талейран-Перигор                   |
| 2003      | ф   | Агент Джонни Инглиш                                          | Johnny English                                      | Паскаль Саваж                                     |
| 2003      | ф   | Разговорный фильм                                            | Um Filme Falado                                     | команданте Джон Валеса                            |
| 2005      | ф   | Автостопом по галактике                                      | The Hitchhiker’s Guide to the Galaxy                | Хумма Кавула                                      |
| 2005      | ф   | Распутник                                                    | The Libertine                                       | король Карл II                                    |
| 2005      | ф   | Быть Стэнли Кубриком                                         | Colour Me Kubrick                                   | Алан Конвэй                                       |
| 2006      | ф   | Реклама для гения                                            | Art School Confidential                             | профессор Сэндифорд                               |
| 2006      | ф   | Климт                                                        | Klimt                                               | Густав Климт                                      |
| 2006      | ф   | Эрагон                                                       | Eragon                                              | король Гальбаторикс                               |
| 2006      | ф   | По этапу                                                     | In Tranzit                                          | Павлов                                            |
| 2006      | ф   | Требование                                                   | The Call                                            | изгоняющий беса священник                         |
| 2007      | ф   | Беовульф                                                     | Beowulf                                             | Унферт                                            |
| 2008      | ф   | После прочтения сжечь                                        | Burn After Reading                                  | Осборн Кокс                                       |
| 2008      | ф   | Бесчестье                                                    | Disgrace                                            | Дэвид Лури                                        |
| 2008      | ф   | Хроники мутантов                                             | Mutant Chronicles                                   | Константин                                        |
| 2008      | ф   | Подмена                                                      | Changeling                                          | Гюстав Бригле                                     |
| 2008      | ф   | Ночные сады                                                  | Gardens of the Night                                | Майкл                                             |
| 2008      | ф   | Великий Бак Ховард                                           | The Great Buck Howard                               | Бак Ховард                                        |
| 2008      | ф   | Заложник смерти                                              | Afterwards                                          | Кай                                               |
| 2009—2011 | с   | В кубе                                                       | Cubed                                               | камео                                             |
| 2010      | в   | Адская комедия: Исповедь серийного убийцы                    | The Infernal Comedy: Confessions of a Serial Killer | Джек Антерведжер                                  |
| 2010      | ф   | РЭД                                                          | Red                                                 | Марвин Боггс                                      |
| 2010      | ф   | Чемпион                                                      | Secretariat                                         | Люсьен Лорен, тренер                              |
| 2010      | ф   | Джона Хекс                                                   | Jonah Hex                                           | генерал Квентин Тернбулл                          |
| 2010      | ф   | Пьяная лодка                                                 | Drunkboat                                           | Морт                                              |
| 2011      | ф   | Трансформеры 3: Тёмная сторона Луны                          | Transformers:Dark of the Moon                       | Брюс Бразос                                       |
| 2012      | ф   | Линии Веллингтона                                            | Linhas de Wellington                                | герцог Веллингтон                                 |
| 2012      | с   | Линии Веллингтона                                            | As Linhas de Torres Vedras                          | генерал Веллингтон                                |
| 2012      | ф   | Сибирское воспитание                                         | Educazione siberiana                                | дедушка Кузя                                      |
| 2013      | ф   | Тепло наших тел                                              | Warm Bodies                                         | генерал Гриджио                                   |
| 2013      | кор | Экстаз                                                       | Ecstasy                                             | Винни                                             |
| 2013      | ф   | РЭД 2                                                        | Red 2                                               | Марвин Боггс                                      |
| 2013      | с   | Череп и кости                                                | Crossbones                                          | Чёрная Борода                                     |
| 2014      | ф   | Изменения Джакомо                                            | Casanova Variations                                 | Казанова                                          |
| 2015      | мф  | Пингвины Мадагаскара                                         | The Penguins of Madagascar                          | доктор Октавий Спрут / Дэйв                       |
| 2015      | ф   | 100 лет                                                      | 100 Years                                           | главный герой                                     |
| 2016      | ф   | Глубоководный горизонт                                       | Deepwater Horizon                                   | Дональд Видрин                                    |
| 2017      | ф   | Секретный агент                                              | Unlocked                                            | Боб Хантер                                        |
| 2017      | тф  | Про любовь. Только для взрослых                              | Про любовь. Только для взрослых                     | писатель                                          |
| 2018      | с   | Миллиарды                                                    | Billions                                            | Григор Андолов                                    |
| 2018      | ф   | 22 мили                                                      | Mile 22                                             | епископ                                           |
| 2018      | ф   | Птичий короб                                                 | Bird Box                                            | Дуглас                                            |
| 2018      | с   | Убийства по алфавиту                                         | The ABC Murders                                     | Эркюль Пуаро                                      |
| 2019      | ф   | Бархатная бензопила                                          | Velvet Buzzsaw                                      | Пирс                                              |
| 2019      | ф   | Красивый, плохой, злой                                       | Extremely Wicked, Shockingly Evil and Vile          | судья Эдвард Коварт                               |
| 2020      | с   | Новый Папа                                                   | The New Pope                                        | Джон Брэннокс / Иоанн Павел III                   |
| 2020      | с   | Космические силы                                             | Space Force                                         | Адриан Мэллори                                    |
| 2020      | ф   | Агент Ева                                                    | Ava                                                 | Дюк                                               |
| 2020      | ф   | Арканзас                                                     | Arkansas                                            | Брайт                                             |
| 2021      | ф   | Антитела                                                     | The Survivalist                                     | Аарон                                             |
| 2022      | ф   | Флирт с дьяволом                                             | Shattered                                           | Рональд                                           |
| 2022      | ф   | Белый слон                                                   | White Elephant                                      | Глен Фоллет                                       |
| 2022      | ф   | Гнев во спасение                                             | Savage Salvation                                    | Питер                                             |
| 2022      | ф   | Реинкарнация                                                 | Chariot                                             | доктор Karn                                       |
| 2023      | ф   | Сенека                                                       | Seneca                                              | Луций Анней Сенека                                |
| 2023      | ф   | Один рейнджер                                                | One Ranger                                          | Геддес                                            |
| 2023      | ф   | Рай для дурака                                               | Fool's Paradise                                     | Эд Кот                                            |
| 2023      | ф   | Мистер Блейк к вашим услугам!                                | Mr. Blake At Your Service!                          | Эндрю Блэйк                                       |
| 2025      | ф   | Фантастическая четвёрка: Первые шаги                         | The Fantastic Four: First Steps                     | Иван Крагофф / Красный призрак (вырезанные сцены) |
| 2026      | ф   | Дикая лошадь                                                 | Wild Horse Nine                                     | снимался                                          |

### Режиссёр
| Год  | Фильм                  | Оригинальное название |
| ---- | ---------------------- | --------------------- |
| 2001 | Я иду домой            | Je rentre à la maison |
| 2002 | Танцующая наверху      | The Dancer Upstairs   |
| 2002 | Отвратительный человек | Hideous Man           |

### Сценарист
| Год  | Фильм                  | Оригинальное название |
| ---- | ---------------------- | --------------------- |
| 2002 | Отвратительный человек | Hideous Man           |
| 2015 | 100 лет                | 100 years             |

### Продюсер
| Год  | Фильм               | Оригинальное название           |
| ---- | ------------------- | ------------------------------- |
| 1988 | Турист поневоле     | The Accidental Tourist          |
| 2000 | Где-то еще          | Somewhere Else                  |
| 2001 | Призрачный мир      | Ghost World                     |
| 2001 | Одиночка            | The Loner                       |
| 2002 | Танцующая наверху   | The Dancer Upstairs             |
| 2002 |                     | Dragans of New York (TV)        |
| 2004 | Распутник           | The Libertine                   |
| 2004 | Найденный на улице  | Found in the Street             |
| 2006 | Убить бедняка       | Kill the Poor                   |
| 2006 | Реклама для гения   | Art School Confidential         |
| 2007 | Дорога домой        | Which Way Home                  |
| 2007 | Джуно               | Juno                            |
| 2010 | Пьяная лодка        | Drunkboat                       |
| 2012 | Хорошо быть тихоней | The Perks of Being a Wallflower |

## Работы в театре
| Год  | Спектакль                                   | Оригинальное название                               |
| ---- | ------------------------------------------- | --------------------------------------------------- |
| 2010 | Адская комедия. Похождения серийного убийцы | The Infernal Comedy. Confessions of a serial killer |
| 2011 | Вариации Джакомо                            | The Giacomo variations                              |
| 2022 | В одиночестве хлопковых полей               | In the Solitude of Cotton Fields                    |

## Награды и номинации
| Год  | Награда           | Категория                                              | Название работы     | Результат |
| ---- | ----------------- | ------------------------------------------------------ | ------------------- | --------- |
| 1985 | Оскар             | Лучший актёр второго плана                             | Места в сердце      | Номинация |
| 1994 | Оскар             | Лучший актёр второго плана                             | На линии огня       | Номинация |
| 1986 | Золотой глобус    | Лучший актёр второго плана мини-сериала или телефильма | Смерть коммивояжёра | Номинация |
| 1994 | Золотой глобус    | Лучший актёр второго плана в кинофильме                | На линии огня       | Номинация |
| 1995 | Золотой глобус    | Лучший актёр второго плана мини-сериала или телефильма | Сердце во тьме      | Номинация |
| 1994 | Премия канала MTV | Лучший кинозлодей                                      | На линии огня       | Номинация |
| 1994 | BAFTA             | Лучшая мужская роль второго плана                      | На линии огня       | Номинация |

- Орден Утренней звезды с ликом Марка Марулича (2 июня 2003 года, Хорватия)[18]
- Орден «За заслуги» III степени (1 июля 2018 года, Украина) — за весомый личный вклад в развитие международного культурного сотрудничества, отстаивание ценностей мира и свободы, поддержку государственного суверенитета и территориальной целостности[19][20].
- Приз за вклад в мировой кинематограф (2011 год, Московский международный кинофестиваль).